# .fi
‎.fi‏ دامنه اینترنتی اختصاص داده شده به فنلاند است.